# Saint-Trivier-de-Courtes
Saint-Trivier-de-Courtes és un municipi francès situat al departament de l'Ain i a la regió d'Alvèrnia-Roine-Alps. L'any 2007 tenia 970 habitants.

## Demografia

### Població
El 2007 la població de fet de Saint-Trivier-de-Courtes era de 970 persones. Hi havia 444 famílies de les quals 184 eren unipersonals (88 homes vivint sols i 96 dones vivint soles), 144 parelles sense fills, 88 parelles amb fills i 28 famílies monoparentals amb fills.
La població ha evolucionat segons el següent gràfic:
Habitants censats

### Habitatges
El 2007 hi havia 505 habitatges, 446 eren l'habitatge principal de la família, 30 eren segones residències i 29 estaven desocupats. 340 eren cases i 140 eren apartaments. Dels 446 habitatges principals, 269 estaven ocupats pels seus propietaris, 161 estaven llogats i ocupats pels llogaters i 16 estaven cedits a títol gratuït; 34 tenien una cambra, 33 en tenien dues, 71 en tenien tres, 122 en tenien quatre i 186 en tenien cinc o més. 249 habitatges disposaven pel capbaix d'una plaça de pàrquing. A 217 habitatges hi havia un automòbil i a 153 n'hi havia dos o més.

### Piràmide de població
La piràmide de població per edats i sexe el 2009 era:
| Homes | Edats   | Dones |
| ----- | ------- | ----- |
| 0     | 95 o +  | 16    |
| 4     | 90 a 94 | 28    |
| 12    | 85 a 89 | 16    |
| 8     | 80 a 84 | 32    |
| 28    | 75 a 79 | 32    |
| 36    | 70 a 74 | 40    |
| 36    | 65 a 69 | 20    |
| 28    | 60 a 64 | 52    |
| 24    | 55 a 59 | 16    |
| 32    | 50 a 54 | 20    |
| 28    | 45 a 49 | 28    |
| 56    | 40 a 44 | 40    |
| 20    | 35 a 39 | 12    |
| 28    | 30 a 34 | 20    |
| 12    | 25 a 29 | 36    |
| 8     | 20 a 24 | 8     |
| 16    | 15 a 19 | 32    |
| 24    | 10 a 14 | 20    |
| 16    | 5 a 9   | 20    |
| 24    | 0 a 4   | 20    |

## Economia
El 2007 la població en edat de treballar era de 513 persones, 396 eren actives i 117 eren inactives. De les 396 persones actives 378 estaven ocupades (198 homes i 180 dones) i 18 estaven aturades (3 homes i 15 dones). De les 117 persones inactives 57 estaven jubilades, 27 estaven estudiant i 33 estaven classificades com a «altres inactius».

### Ingressos
El 2009 a Saint-Trivier-de-Courtes hi havia 424 unitats fiscals que integraven 905 persones, la mediana anual d'ingressos fiscals per persona era de 16.844 €.

### Activitats econòmiques
Dels 72 establiments que hi havia el 2007, 2 eren d'empreses extractives, 5 d'empreses alimentàries, 1 d'una empresa de fabricació de material elèctric, 8 d'empreses de fabricació d'altres productes industrials, 4 d'empreses de construcció, 15 d'empreses de comerç i reparació d'automòbils, 5 d'empreses de transport, 3 d'empreses d'hostatgeria i restauració, 6 d'empreses financeres, 1 d'una empresa immobiliària, 7 d'empreses de serveis, 12 d'entitats de l'administració pública i 3 d'empreses classificades com a «altres activitats de serveis».
Dels 18 establiments de servei als particulars que hi havia el 2009, 1 era una oficina d'administració d'Hisenda pública, 1 gendarmeria, 1 oficina de correu, 2 oficines bancàries, 2 tallers de reparació d'automòbils i de material agrícola, 1 autoescola, 1 paleta, 2 lampisteries, 2 perruqueries, 1 veterinari, 3 restaurants i 1 agència immobiliària.
Dels 9 establiments comercials que hi havia el 2009, 1 era una gran superfície de material de bricolatge, 2 fleques, 2 carnisseries, 1 una peixateria, 2 botigues de roba i 1 una joieria.
L'any 2000 a Saint-Trivier-de-Courtes hi havia 26 explotacions agrícoles que ocupaven un total de 1.170 hectàrees.

## Equipaments sanitaris i escolars
El 2009 hi havia 1 farmàcia i 1 ambulància.
El 2009 hi havia una escola elemental integrada dins d'un grup escolar amb les comunes properes formant una escola dispersa. Saint-Trivier-de-Courtes disposava d'un col·legi d'educació secundària amb 247 alumnes.

## Poblacions més properes
El següent diagrama mostra les poblacions més properes.